# Alwanische Sprache

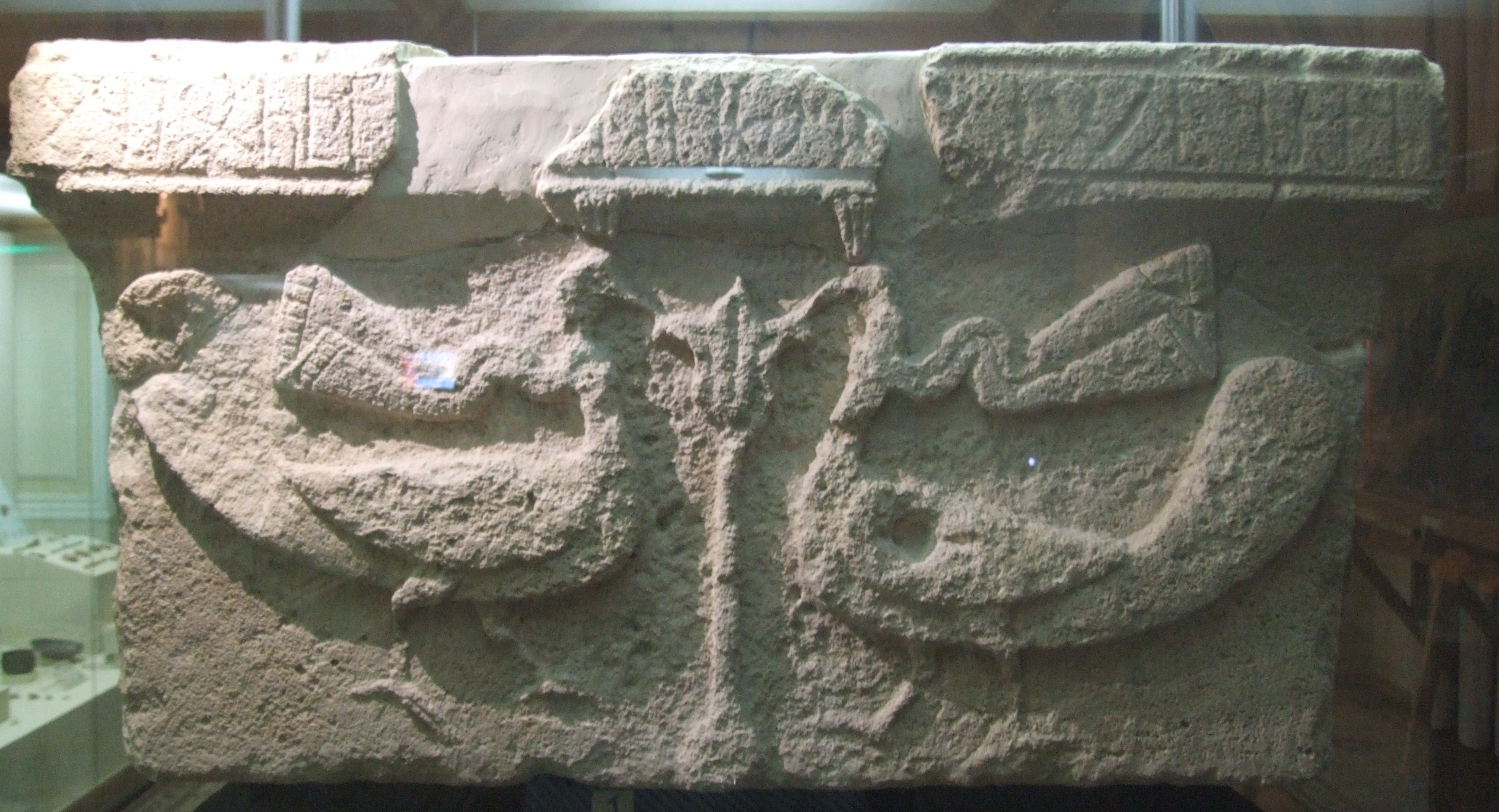
Alwanische Kolumne (oben) auf einem Säulenkapitell aus dem 7. Jahrhundert n. Chr., Museum von Mingəçevir

Das Alwanische (auch Aluanisch/Ag[h]wanisch oder kaukasisches Albanisch, nicht zu verwechseln mit der Balkansprache Albanisch) gilt als ältere Stufe des nordostkaukasischen Udischen und wurde (neben anderen Sprachen) im Königreich Albania (auch Alwan, Aluan, „kaukasisches Albanien“, armenisch: Aghuank' / Ałwank', auch Ṙaneakʿ), das von etwa 100 v. Chr. bis 700 n. Chr. im Norden und Westen der heutigen Republik Aserbaidschan existierte, gesprochen. Es war die Schrift- und Kirchensprache des antiken Albania.
Alwanisch / Kaukasus-Albanisch wurde bis ins 10., möglicherweise auch bis ins 15. Jahrhundert in einer eigenen, speziell entwickelten Schrift geschrieben und ist damit eine von drei Schriften der Großregion Kaukasien mit eigenem Alphabet, neben dem armenischen Alphabet und georgischen Alphabet. Die übrigen in der Region verwendeten Alphabete, das lateinische, kyrillische und arabische Alphabet, in kleinerem Ausmaß auch das griechische, hebräische und aramäisch-syrische, wurden außerhalb entwickelt und sind viel weiter, zumeist auch außerhalb Kaukasiens verbreitet.

## Entwicklung und Geschichte
Alwanisch war die Verwaltungs- und etablierte Schriftsprache im spätantiken kaukasischen Reich Albania, aber nicht die einzige gesprochene Sprache. Zum Reich gehörten auch anderssprachige Stammesverbände und Bevölkerungsgruppen, wie die Legai, Kaspier, Skythen (in der nach dem persischen Namen sakā für sie benannten Region Sakasene und um die Stadt Scheki), im Südwesten auch schon in der Antike nach Namen und Inschriften Armenier, und andere Gruppen. Deshalb ist das Areal der eigentlichen Muttersprachler von dem der Zweitsprachler, die sie nur als Schriftsprache verwendeten, nicht eindeutig zu unterscheiden. Als um die Zeit der Christianisierung Albanias entstandene Schriftsprache wurde sie auch zur Kirchensprache der anfangs monophysitischen, später orthodoxen Kirche von Albania. Nach Kampagnen des Sassanidenreiches gegen das christliche Reich im Rahmen der Römisch-Persischen Kriege beschränkte sich das Gebiet Albanias nur noch auf westliche, am Ende nordwestliche Gebiete des heutigen Aserbaidschans mit der benachbarten georgischen Region Heretien. Allein in dieser Region wurden bei Ausgrabungen Inschriften und Graffiti in alwanischer Sprache mit einem gesondert entwickelten Alphabet gefunden, darunter fünf aus Mingəçevir.
Nach der Eroberung durch das Kalifat konvertierten Teile der Bevölkerung bis ins 10. Jahrhundert, besonders in der 2. Hälfte des 9. Jahrhunderts, zum Islam, die zur tragenden Bevölkerung des am Ende muslimischen Emirats Arrān wurde. Die Albanische Kirche des (anfangs noch mehrheitlichen) christlichen Bevölkerungsanteils zerfiel im Frühmittelalter und schloss sich teilweise der georgisch-orthodoxen, teilweise der armenisch-apostolischen Kirche (ehemaliges Katholikat von Albanien in Gandsassar) an. Deshalb kam die alwanische Schriftsprache, die mit ihrem eigenen Alphabet nur noch als Kirchensprache diente, bis zum 10./13., spätestens 15. Jahrhundert außer Gebrauch und wurde durch die altgeorgische oder altarmenische Kirchensprache ersetzt. Das gesprochene Alwanisch wurde in der Folgezeit wohl ebenfalls in der christlichen Bevölkerung zumeist durch die georgische oder armenische Sprache verdrängt, die muslimische Bevölkerung ging seit dem Hochmittelalter allmählich und nahezu vollständig zur aserbaidschanischen Sprache über. Übrig blieben die unter 10.000 Personen umfassenden, faktisch ausschließlich christlichen Udinen (teil georgisch-, teils armenisch-christlicher Tradition), die die udische Sprache, eine Fortsetzung des Alwanischen sprechen, aber nicht mehr im alten Alphabet schreiben.

## Alwanische Schrift und Überlieferung
Neben den erwähnten Inschriften ist Alwanisch aus einem 1975 entdeckten Palimpsest (einer ehemals teils georgisch, teils alwanisch beschriebenen, im 10. Jahrhundert aber gewaschenen und später auf Georgisch überschriebenen Handschrift) aus dem Katharinenkloster am Sinai bekannt. Der alwanische Teil wurde ebenfalls im eigenen Alphabet geschrieben, das nach armenischer Legende auf Mesrop Maschtots zurückgehen soll. Im Jahre 1937 wurde außerdem im Matenadaran, dem Archiv armenischer Manuskripte in Jerewan, eine Handschrift aus dem 15. Jahrhundert entdeckt und erforscht, die die Form und den Lautwert der alwanischen Buchstaben in armenischer Sprache beschreibt, weshalb sie heute bekannt sind. (s. auch Kaukasische Sprachen: Alwanisches Alphabet). Der ISO-15924-Code der Schrift lautet Aghb.

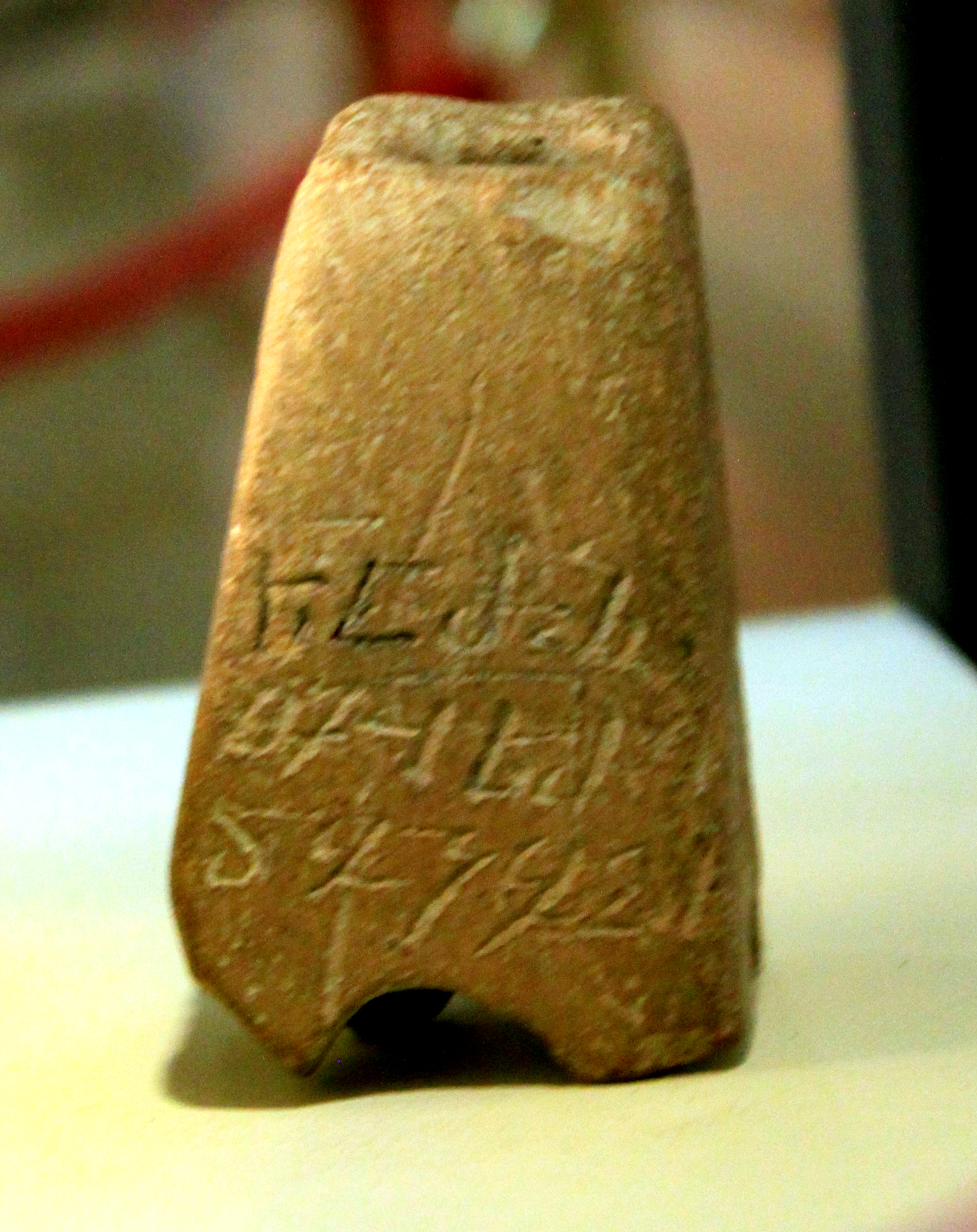
Kerzenhalter mit alwanischer Inschrift aus Mingəçevir
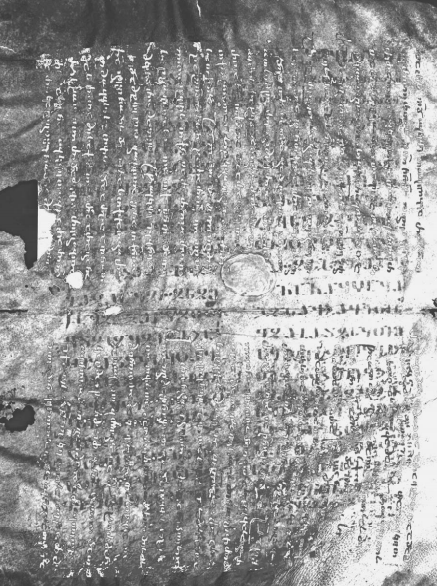
Rekonstruierter alwanischer Palimpsest aus dem Katharinenkloster am Sinai
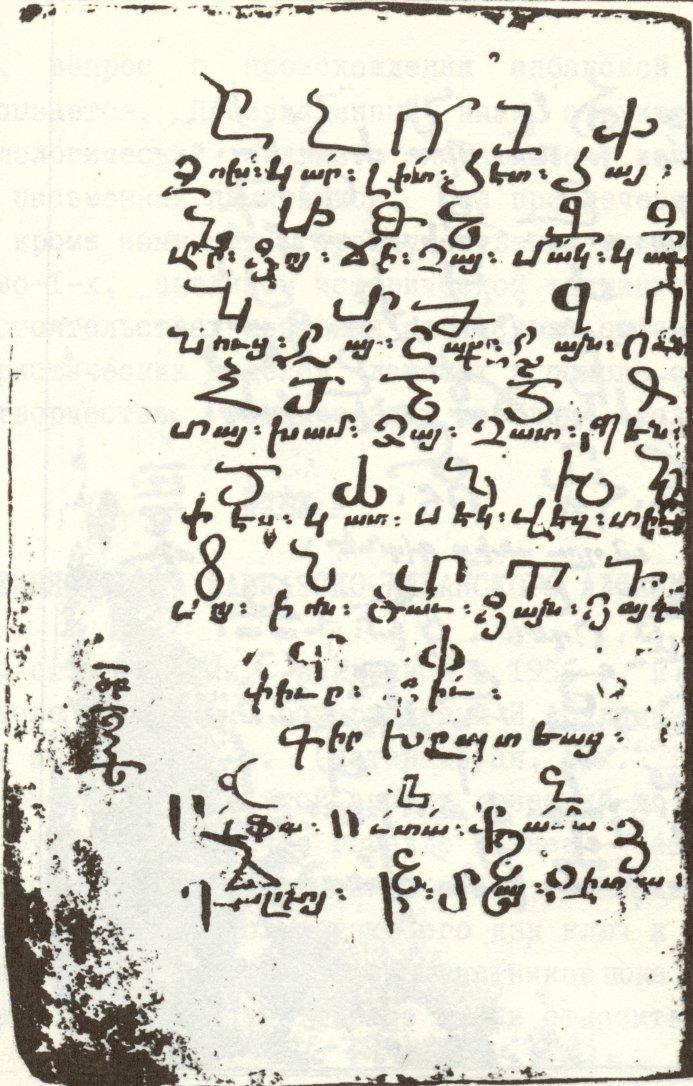
Vorderseite der armenischen Beschreibung der alwanischen Buchstaben, (Ms. no. 7117, fol. 142v)
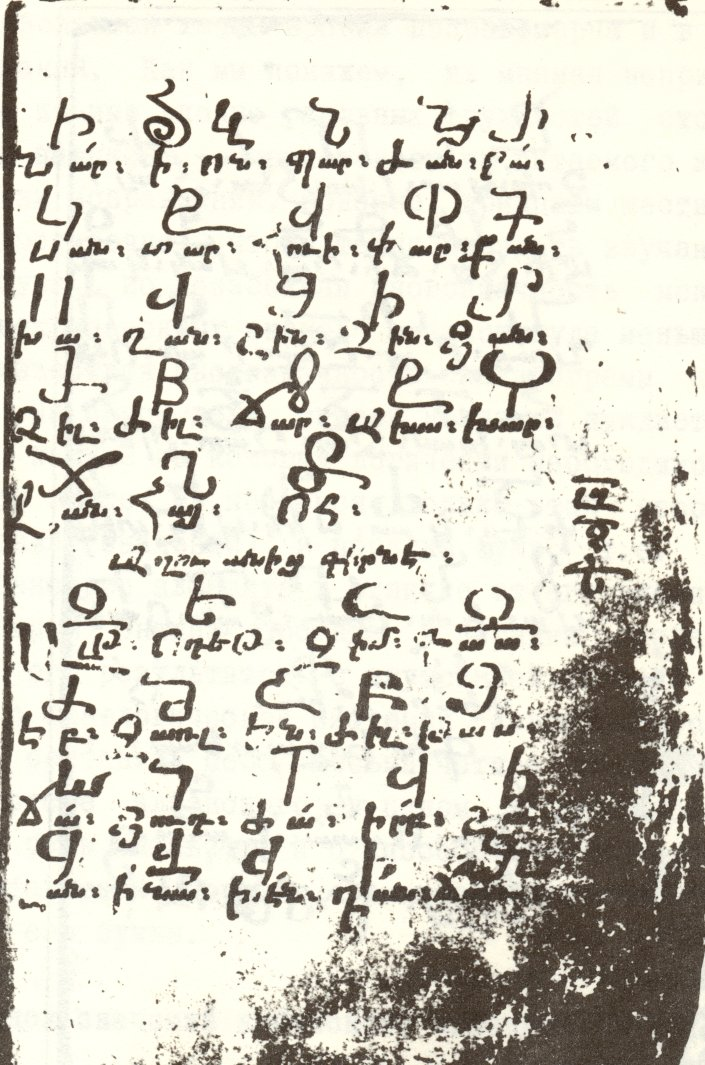
Rückseite der armenischen Beschreibung der alwanischen Buchstaben (Ms. no. 7117, fol. 142r)
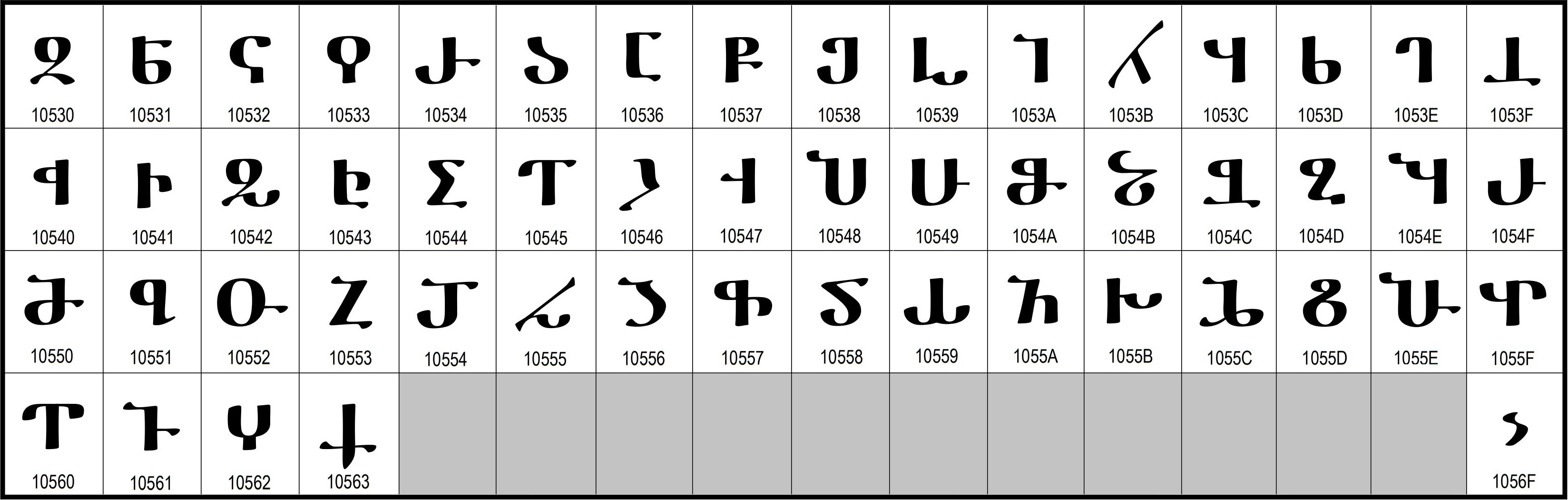
Unicode-Zeichensatz des alwanischen Alphabets